# Теодор Наувенс
Теодор Наувенс (фр. Théodore Nouwens, нар. 17 лютого 1908, Мехелен — пом. 21 грудня 1974) — бельгійський футболіст, що грав на позиції захисника.
Виступав, зокрема, за клуб «Расинг» (Мехелен), а також національну збірну Бельгії.

## Клубна кар'єра
У 1923 році, будучи ще зовсім юним, Теодор приєднався до клубу «Расинг» (Мехелен) і в 17-річному віці захисник дебютував у першій команді клубу у вищому дивізіоні. Був високим та фізично потужним для свого віку, прекрасно працював обома ногами, вмів добре контролювати м'яч, мав прекрасний баланс фізичної сили та спритності. У команді швидко завоював місце в основі, але за підсумками сезону «малинові» вилетіли до другого дивізіону. Наступного сезону допоміг команді повернутися до першого дивізіону. Разом з командою в 1929 та 1930 роках став бронзовим призером національного чемпіонату. В 1937 році, разом з командою, опустився до другого дивізіону. Виступав до 1942 року, коли вирішив завершити кар'єру футболіста. Загалом у першому дивізіоні зіграв 287 матчів та відзначився 34-ма голами.
Помер 21 грудня 1974 року на 67-му році життя.

## Виступи за збірну
Разом з партнером по команді, Яном Дідденсом, регулярно викликався до національної збірної Бельгії. З 1928 по 1933 роки, коли «Расинг» виступав в еліті бельгійського чемпіонату, Наувенс зіграв 23 матчі в національній збірній, але не відзначився жодним голом. 
У складі збірної був учасником чемпіонату світу 1930 року в Уругваї, де зіграв у двох матчах.
| Матчі та голи у національній збірній Бельгії | Матчі та голи у національній збірній Бельгії | Матчі та голи у національній збірній Бельгії | Матчі та голи у національній збірній Бельгії | Матчі та голи у національній збірній Бельгії | Матчі та голи у національній збірній Бельгії | Матчі та голи у національній збірній Бельгії |
| -------------------------------------------- | -------------------------------------------- | -------------------------------------------- | -------------------------------------------- | -------------------------------------------- | -------------------------------------------- | -------------------------------------------- |
| №                                            | Дата                                         | Місце проведення                             | Суперник                                     | Рахунок                                      | Голи                                         | Турнір                                       |
| 1                                            | 4 листопада 1928                             | Амстердам, Нідерланди                        | Нідерланди                                   | 1:1                                          | -                                            | Товариський матч                             |
| 2                                            | 20 квітня 1929                               | Дублін, Ірландія                             | Ірландія                                     | 0:4                                          | -                                            | Товариський матч                             |
| 3                                            | 5 травня 1929                                | Антверпен, Бельгія                           | Нідерланди                                   | 3:1                                          | -                                            | Coupe Van den Abeele 1929                    |
| 4                                            | 11 травня 1929                               | Брюссель, Бельгія                            | Англія                                       | 1:5                                          | -                                            | Товариський матч                             |
| 5                                            | 13 квітня 1930                               | Коломб, Франція                              | Франція                                      | 6:1                                          | -                                            | Товариський матч                             |
| 6                                            | 4 травня 1930                                | Амстердам, Нідерланди                        | Нідерланди                                   | 2:2                                          | -                                            | Товариський матч                             |
| 7                                            | 11 травня 1930                               | Брюссель, Бельгія                            | Ірландія                                     | 1:3                                          | -                                            | Товариський матч                             |
| 8                                            | 18 травня 1930                               | Антверпен, Бельгія                           | Нідерланди                                   | 3:1                                          | -                                            | Coupe Van den Abeele 1930                    |
| 9                                            | 25 травня 1930                               | Льєж, Бельгія                                | Франція                                      | 1:2                                          | -                                            | Товариський матч                             |
| 10                                           | 8 червня 1930                                | Антверпен, Бельгія                           | Португалія                                   | 2:1                                          | -                                            | Товариський матч                             |
| 11                                           | 13 липня 1930                                | Монтевідео, Уругвай                          | США                                          | 0:3                                          | -                                            | Чемпіонат світу 1930                         |
| 12                                           | 20 липня 1930                                | Монтевідео, Уругвай                          | Парагвай                                     | 0:1                                          | -                                            | Чемпіонат світу 1930                         |
| 13                                           | 21 вересня 1930                              | Антверпен, Бельгія                           | Чехословаччина                               | 2:3                                          | -                                            | Товариський матч                             |
| 14                                           | 28 вересня 1930                              | Льєж, Бельгія                                | Швеція                                       | 2:2                                          | -                                            | Товариський матч                             |
| 15                                           | 7 грудня 1930                                | Монруж, Франція                              | Франція                                      | 2:2                                          | -                                            | Товариський матч                             |
| 16                                           | 29 березня 1931                              | Амстердам, Нідерланди                        | Нідерланди                                   | 2:3                                          | -                                            | Товариський матч                             |
| 17                                           | 3 травня 1931                                | Антверпен, Бельгія                           | Нідерланди                                   | 4:2                                          | -                                            | Coupe Van den Abeele 1931                    |
| 18                                           | 16 травня 1931                               | Брюссель, Бельгія                            | Англія                                       | 1:4                                          | -                                            | Товариський матч                             |
| 19                                           | 31 травня 1931                               | Лісабон, Португалія                          | Португалія                                   | 2:3                                          | -                                            | Товариський матч                             |
| 20                                           | 11 жовтня 1931                               | Брюссель, Бельгія                            | Польща                                       | 2:1                                          | -                                            | Товариський матч                             |
| 21                                           | 6 грудня 1931                                | Брюссель, Бельгія                            | Швейцарія                                    | 2:1                                          | -                                            | Товариський матч                             |
| 22                                           | 20 березня 1932                              | Антверпен, Бельгія                           | Нідерланди                                   | 1:4                                          | -                                            | Coupe Van den Abeele 1932                    |
| 23                                           | 9 квітня 1933                                | Антверпен, Бельгія                           | Нідерланди                                   | 1:3                                          | -                                            | Товариський матч                             |

Загалом: 23 матчі / 0 голів; 7 перемог, 4 нічиї, 12 поразок.